# Alveda King
Alveda Celeste King (22 de enero de 1951) es una activista estadounidense, escritora y exrepresentante estatal por el 28.º distrito en la Cámara de Representantes de Georgia.
Es sobrina del líder de los derechos civiles Martin Luther King, Jr. e hija del activista de los derechos civiles, el Reverendo A. D. King y su esposa Naomi Barber King. Fue contribuyente en Fox News Channel. Una vez trabajó como Compañera Sénior en la Alexis de Tocqueville Institution, un conservador think tank de Washington D. C.. Fue miembro de la Casa de Representantes de Georgia y fundadora de Alveda King Ministries.

## Infancia y familia
Alveda King nació en Atlanta, Georgia. Fue la primera de cinco hijos de A. D. King, el hermano menor de Martin Luther King Jr., y su esposa Naomi (Barber) King. King dijo que su madre quería abortarla para poder continuar la universidad, pero su abuelo la convenció para quedarse con el bebé. Cuando tenía 12 años, su padre se hizo líder de la campaña de Birmingham mientras trabajaba como pastor en la Primera Iglesia Baptista de Ensley en Birmingham, Alabama. Más tarde ese mismo año, la casa de King fue bombardeada por oponentes al movimiento de los derechos civiles.
En 1969, su padre, A.D. King, fue encontrado muertoen la piscina de su casa. La causa de la muerte fue ahogamiento accidental.
Martin Luther King, Sr. escribió en su autobiografía, "Alveda había estado despierta la noche anterior, dijo ella, hablando con su padre y viendo una película de televisión con él. Él parecía inusualmente callado... y no muy interesado en la película. Pero él había querido quedarse despierto y Alveda le dejó sentado en un sillón, mirando la televisión, cuando ella se fue a la cama... Tenía preguntas sobre la muerte de A.D. y todavía las tengo. Él era un buen nadador. ¿Por qué se ahogó? No sé, no sé si alguna vez sabremos qué pasó."

## Educación
King estudió periodismo y sociología, y realizó un máster en administración de negocios en la Universidad de Míchigan Central. Recibió un doctorado honorario por la Universidad Saint Anselm.

## Cargo público
Desde 1979 hasta 1983, King representó al 28.º distrito en la Cámara de Representantes de Georgia. El distrito incluía el condado de Fulton, y King trabajó como una demócrata.
En 1984, King se presentó a las elecciones para el 5.º distrito congresional de Georgia en la Cámara de Representantes de los Estados Unidos de América. King desafió al titular Wyche Fowler. El predecesor de Fowler, Andrew Young, avaló a Hosea Williams, quien también desafió a Fowler en las primarias; Williams fue uno de los tenientes de más confianza de Martin Luther King, Jr., y quizás más conocido por organizar y liderar la primera Marcha Selma.
Coretta Scott King no avaló a su sobrina. Young, quien había renunciado a su asiento para trabajar como Emabajdora de los Estados Unidos en la ONU, y Williams se aproximaron a King y le pidieron que terminase su campaña para el asiento para que ella pudiese dedicarle más tiempo a su familia. Young más tarde se disculpó por lo que llamó "algunos comentarios descaradamente chovinistas." Ella no se retiró. Con el voto negro dividido, Fowler defendió tanto a King como a Williams en las primarias. Esa fue la última vez que se presentó a unas elecciones. Sin embargo, desde entonces, ha declarado públicamente que es republicana.
King es miembro de la Comisión del Bicentenario Frederick Douglass, habiendo sido nombrada para el puesto por el presidente Donald Trump en 2018.

## Política presidencial

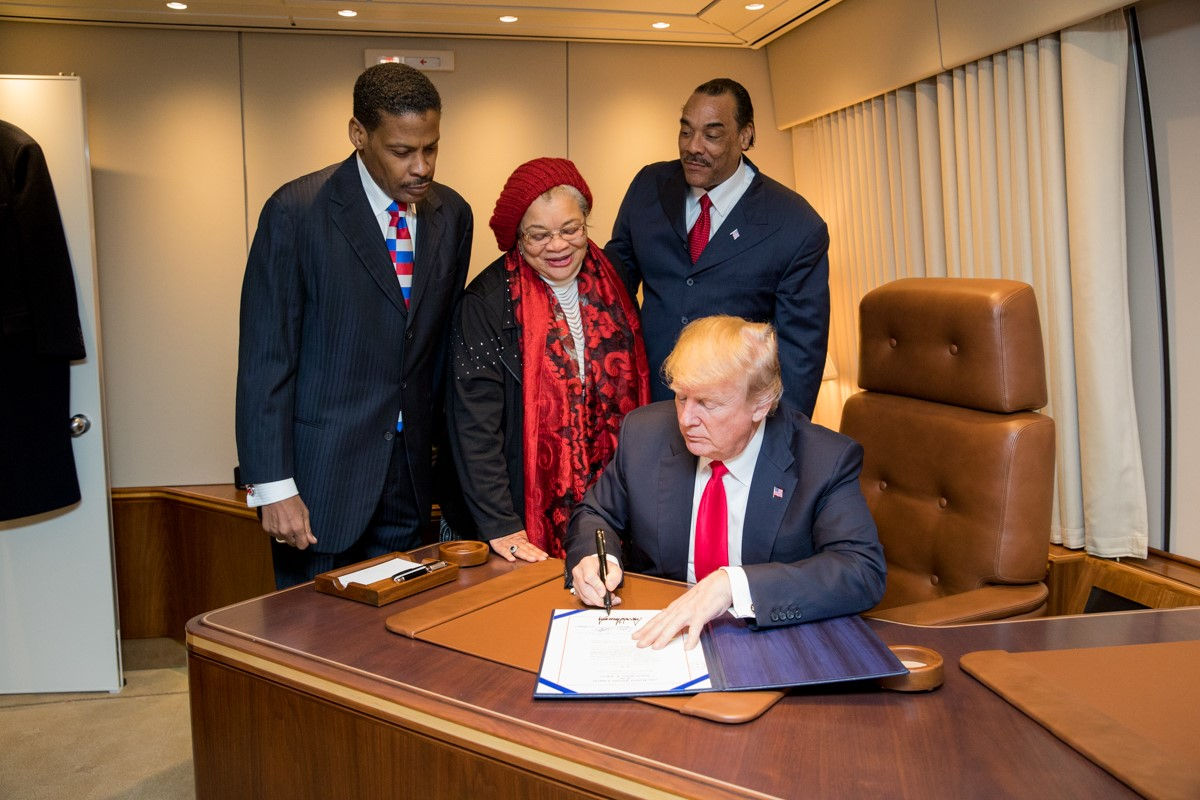
King con el Presidente Donald Trump en 2018

En 1984, King apoyó al Reverendo Jesse Jackson para la presidencia.
En 2012, King apoyó a Herman Cain para la presidencia y le defendió de las acusaciones de agresión sexual, diciendod, "Una mujer conoce a un cazador-de-faldas" y "Herman Cain no es un cazador-de-faldas." Ella cofundó Mujeres para Cain.
King votó por Donald Trump en las elecciones presidenciales de 2016, declarando, "rezo que todos los polos opuesto aprendan el amor Agape, vivir y trabajar juntos como hermanos y hermanas, o perecer como tontos. Mientras que yo voté por el Sr. Trump, mi confidencia permanece en Dios, para la vida, libertad y la búsqueda de la felicidad. Oraciones para el Presidente electo Trump, el Congresista Lewis, y todo el mundo incluyendo los líderes."

## Vistas y activismo

### Activismo antiaborto
King es una activista antiaborto. Ella tuvo dos abortos antes de adoptar la ideología antiabortista, después del nacimiento de uno de sus hijos y de convertirse en cristiana renacida en 1983. King enmarca este asunto como uno de discriminación racial; se ha referido al aborto como "linchamiento del útero" y acusó a Planificación Familiar de beneficiarse "abortando bebés negros." King es directora del grupo activista Derechos Civiles para el No Nacido y es directora de la divulgación afroamericana de Sacerdotes por la vida. En 1996, denunció a su tía Coretta Scott King por apoyar el derecho al aborto Angela D. Dillard clasifica a King entre las figuras negras más prominentes de la derecha religiosa estadounidense.
King ha dicho, "la Sra. Coretta Scott King sabía que su marido, el Dr. Martin Luther King Jr., era pro-vida" a pesar de haber ganado el Premio Margaret Sanger de Planificación Familiar en 1966. En 1994, según Fox News, Alveda King ha "discutido largamente" que el Dr. King era un republicano; ella más tarde escribió que lamentaba la declaración, escribiendo "Dije eso sin tener todos los datos" y observando King, de hecho, no estaba afiliado a ningún partido político.
Después de que la líder de los derechos civiles Rosa Parks falleciese en 2005, Alveda King llamó a Parks una inspiración por la causa antiabortista, comparando la injusticia de la segregación racial con el aborto. (Parks había trabajado en la Junta de Defensores de Planificación Familiar Federación de América).

### Rally "Restoring Honor" de 2010
King habló en el rally Glenn Beck's "Restoring Honor" en el Monumento a Lincoln en agosto de 2010. ABC News reportó que en el discurso de King, ella esperaba que "el privilegio blanco se convertirá en el privilegio humano y que América se arrepentirá pronto del pecado del racismo y regrese a su honor."

### Oposición a los matrimonios homosexuales
King ha hablado claro en contra del matrimonio entre personas del mismo sexo. En 2010, igualó el matrimonio homosexual con el genocidio en un rally en Atlanta, diciendo, "No queremos genocidio. No queremos destruir la sagrada institución del matrimonio." En un ensayo de 2015, escribió que "La vida es un derecho humano y civil, y así lo es el matrimonio procreativo... Debemos ahora ir al principio, comenzar con el Génesis, y enseñar el plan de Dios para el matrimonio."

## Vida personal
King ha estado casada y divorciada tres veces. Su primer matrimonio fue con Eddie Clifford Beal , el segundo con Jerry Ellis, y el tercero con Israel Tookes. Ella tiene seis hijos.

## Obras
King ha escrito los siguientes libros
- For generations to come: Poetry by Alveda King Beal (como Alveda King Beal) (1986)
- The Arab Heart (como Alveda King Beal) (1986)
- I Don't Want Your Man, I Want My Own (2001)
- Sons of Thunder: The King Family Legacy (2003)
- Who We Are In Christ Jesus (2008)
- How Can the Dream Survive If We Murder the Children?: Abortion is Not a Civil Right! (2008)
- King Rules: Ten Truths for You, Your Family, and Our Nation to Prosper (2014)
- King Truths: 21 Keys To Unlocking Your Spiritual Potential (2018)

King ha producido las siguientes obras musicales: lanzó el CD, Let Freedom Ring en 2005, y ha aparecido en cine y televisión como Alveda King y Alveda King Beal. The Human Experience, un documental de 2010, incluye comentarios de King.
Co-produjo el vídeo "Latter Rain" (2005) y fue coproductora ejecutiva de Pray for America (2015).